# Nedre Torsbacken
Nedre Torsbacken (tidigare benämnd Leding) är en ort norr om Ledingssjön i Björna socken, Örnsköldsviks kommun. 
Mellan 1995 och 2020 avgränsade SCB här en småort utmed länsväg Y1033.